# Junge Wurm

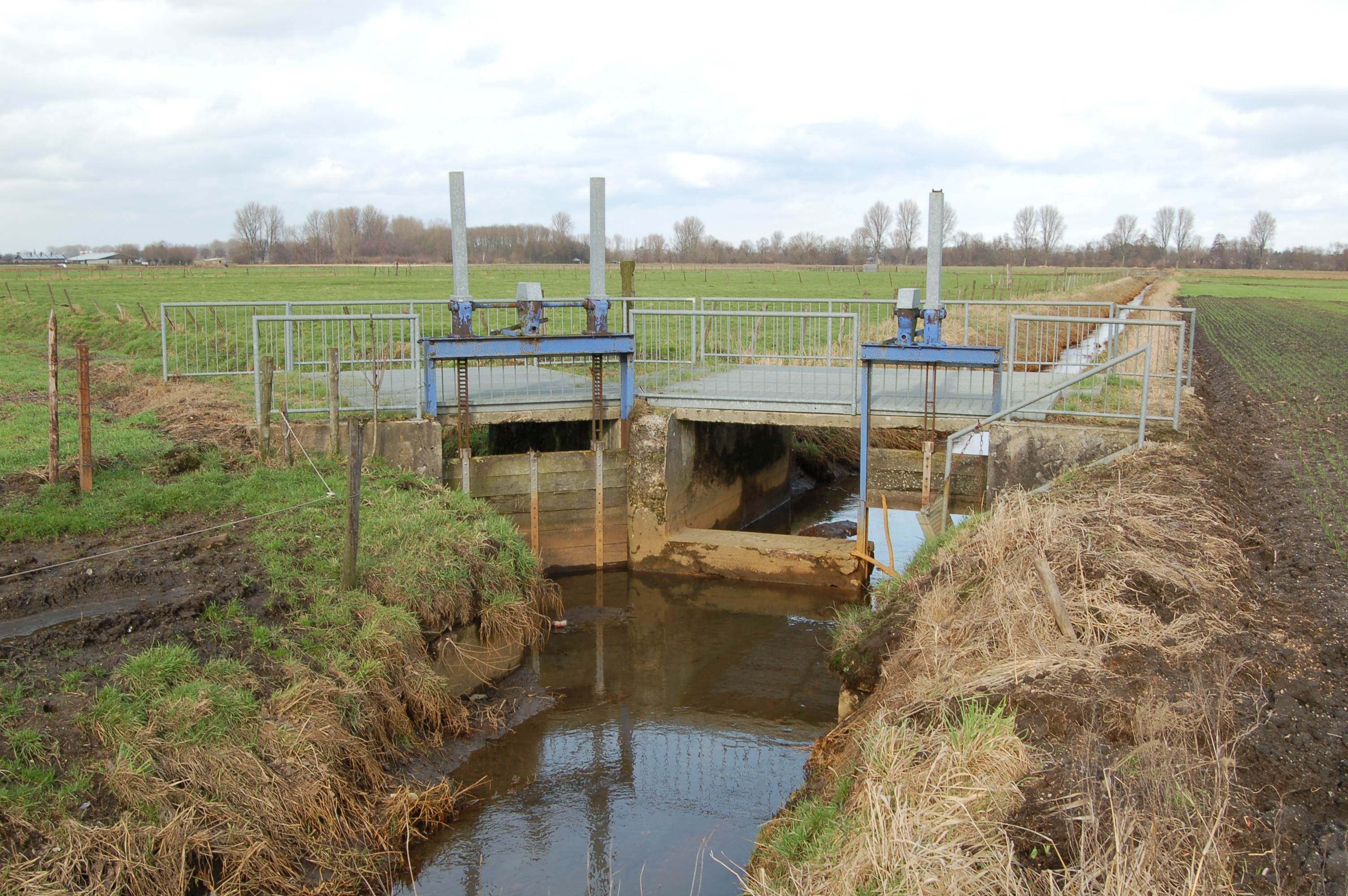
Junge Wurm mit Teilungswehr des Mühlengrabens vor Karken

Die Junge Wurm (teilweise auch „Kleine Wurm“ genannt) ist ein künstlicher Nebenarm der Wurm im Kreis Heinsberg, der als Mühlengraben konzipiert wurde und dessen Wasser bis in die 1940er-Jahre zwölf Wassermühlen angetrieben hat. Anschließend wurde dieser Nebenarm in Teilen verfüllt oder umgeleitet und ist seitdem nur noch abschnittsweise in der Landschaft zu sehen.

## Geschichte und Funktion

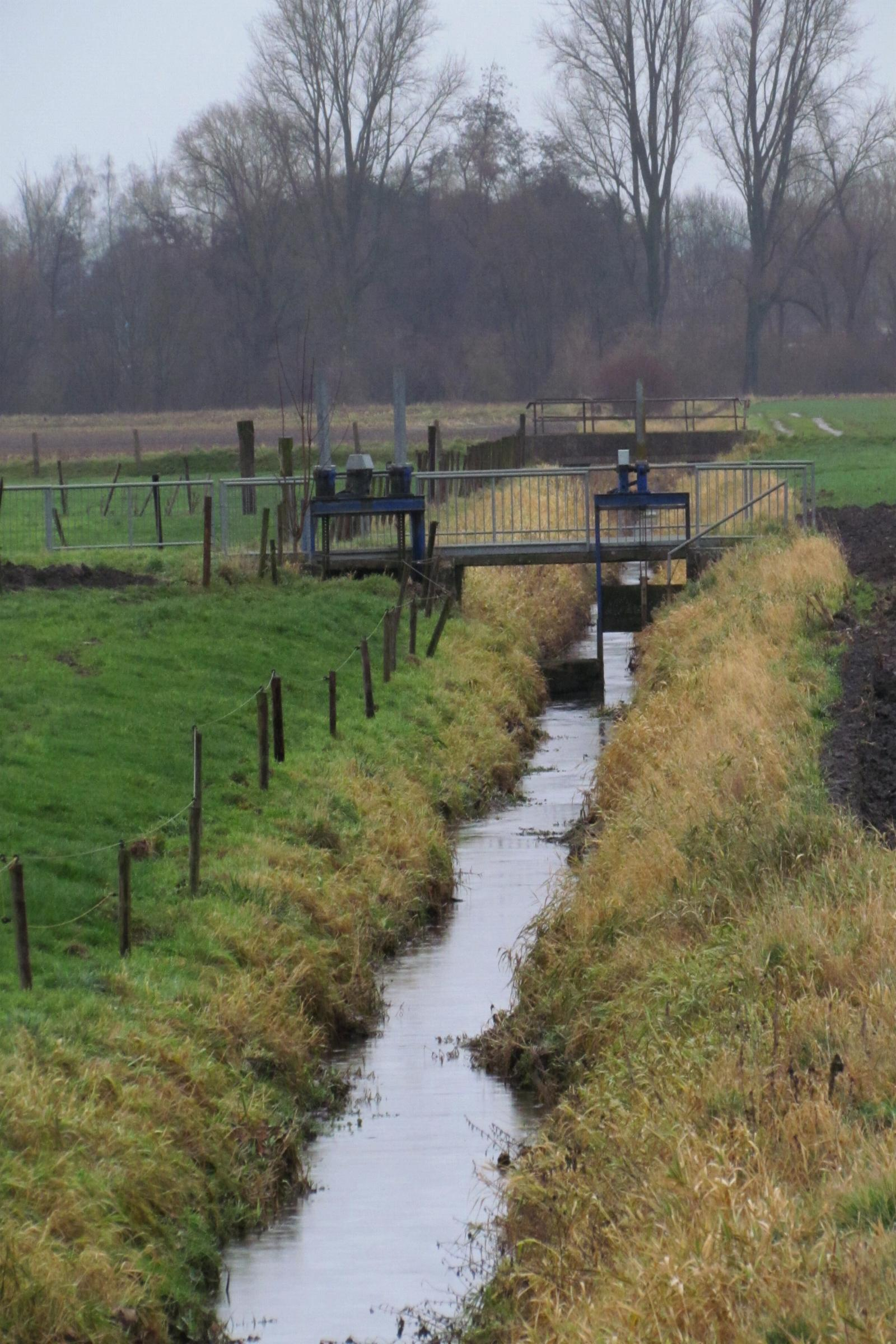
Junge Wurm bei der Kemper Mühle

Die Auswertung historischer Karten ergibt, dass die Junge Wurm zwischen dem 13. und 14. Jahrhundert mit einer Gesamtlänge von mehr als 15 Kilometern angelegt worden war. Dabei verband sie auf ihren Teilstücken verschiedene bereits vorhandene natürliche Wasserläufe und Entwässerungsgräben. Die Junge Wurm wurde nicht in einem Zug und geradlinig gegraben, sondern dem Wasser  wurde in einigen Abschnitten freier Lauf gelassen, sodass sich der daraus resultierende mäandrierende Verlauf aufgrund der Strömung wie ein natürlicher Bach verhalten konnte. Zweck der Anlegung des Mühlenkanals war zum einen, die Regulierung des Wassers der Wurm und damit der Vorbeugung einer Überschwemmung und zum anderen die Versorgung der neu errichteten Mühlen entlang des neuen Mühlengrabens mit einem gleichmäßigen Wasserlauf.
Die Abzweigstelle von der Wurm befand sich im Geilenkirchener Stadtteil Nirm auf einer Höhe von 54 m über NHN. Von dort floss die Junge Wurm in nordnordwestlicher Richtung durch die Ortsgebiete von Randerath, Horst, Porselen, Dremmen, Grebben, Heinsberg und Kempen, wo sie in nordöstlicher Richtung in die Rur mündet. Westlich von Kempen spaltet sich aus der Jungen Wurm an einem Teilungswehr ein „Mühlenbach“ genannter Abzweig ab, der entlang des Ortes Karken fließt und vor der Wolfhager Mühle sich mit dem Schaafbach vereinigt. Wenige Kilometer später mündet dieses Gewässer nach der Überquerung der deutsch-niederländischen Grenze südlich von Vlodrop auf einer Höhe von 29 m über NHN ebenfalls in die Rur. Auf ihrem Weg war die Junge Wurm unter anderem mit dem Heinsberger Stadtgraben, dem Liecker und dem Laaker Bach und weiteren, teils namenlosen Mühlenbächen und Flutgräben verbunden.
Zwischen 1920 und 1930 wurde westlich von Kempen und nördlich der Kemper Mühle ein Stauwehr an der Jungen Wurm angelegt, über das weitere Wassergräben entwässert werden konnten. Diese Anlage wurde aus Beton mit gusseisernen Hebevorrichtungen errichtet und dient bis heute der Wasserregulierung für umliegende landwirtschaftliche Nutzflächen. Das Stauwehr selbst wurde wegen seiner originalen Bausubstanz der 1920/30er-Jahre als bedeutungsvolles und schützenswertes kulturlandschaftliches Element eingestuft.
Ab dem Jahr 1938 wurde damit begonnen, die Junge Wurm im nördlichen Abschnitt zu begradigen und teilweise zu verlegen, wonach anschließend zu Beginn der 1940er-Jahre im südlichen Abschnitt die Verfüllung des Mühlengrabens erfolgte, was insgesamt die endgültige Stilllegung der meisten Mühlen entlang des Kanals zur Folge hatte. Während des Zweiten Weltkrieges wurde im Jahr 1944 das Wasser des vormaligen Mühlenkanals kurzfristig  in einen neu geschaffenen Panzergraben umgeleitet, der nach dem Krieg ebenfalls verfüllt wurde. Heutzutage finden sich nur noch Restabschnitte der Jungen Wurm, die durch Wohngebiete und landwirtschaftliche Flächen fließen.

## Mühlen an der Jungen Wurm

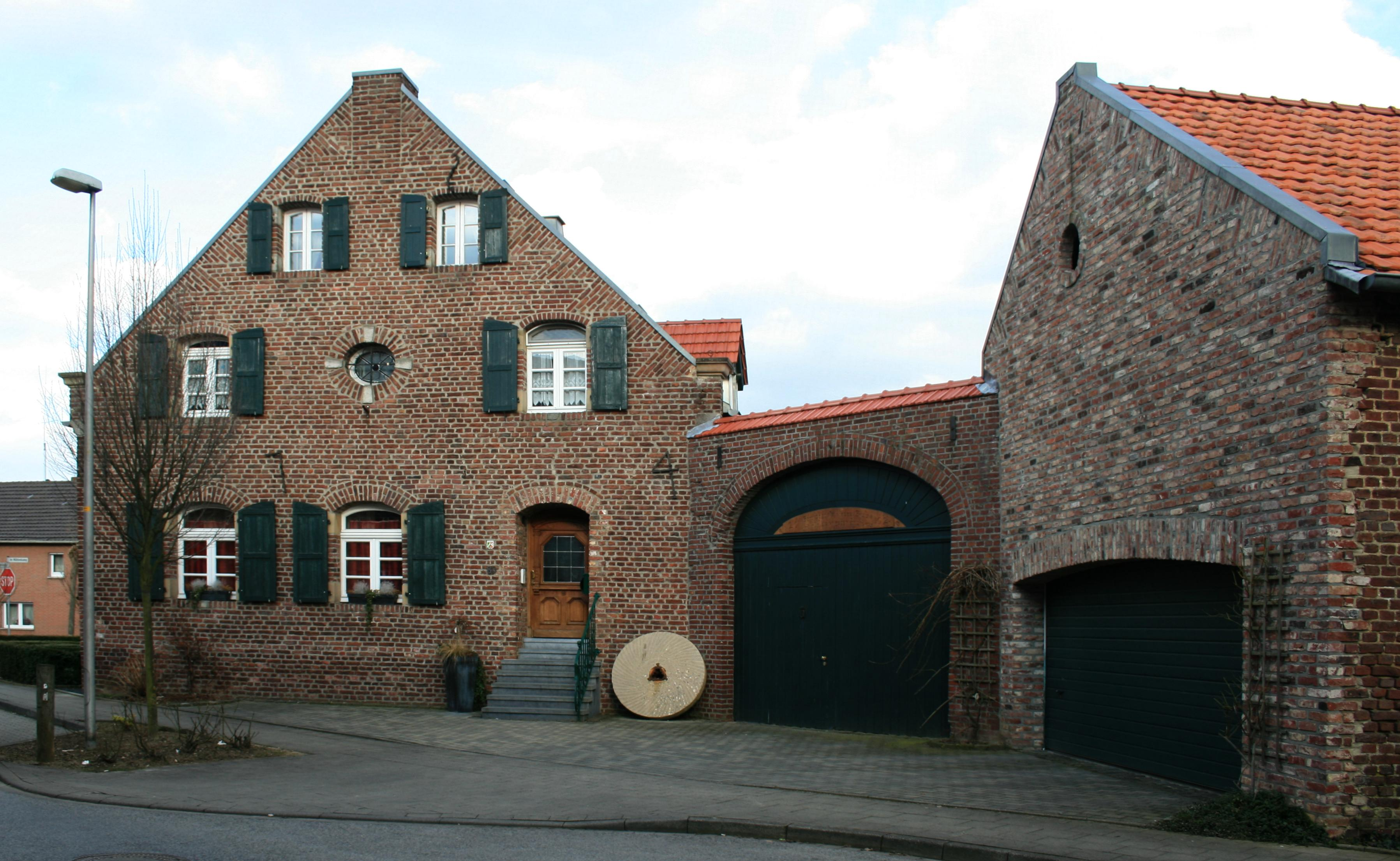
Schafhausener Kornmühle

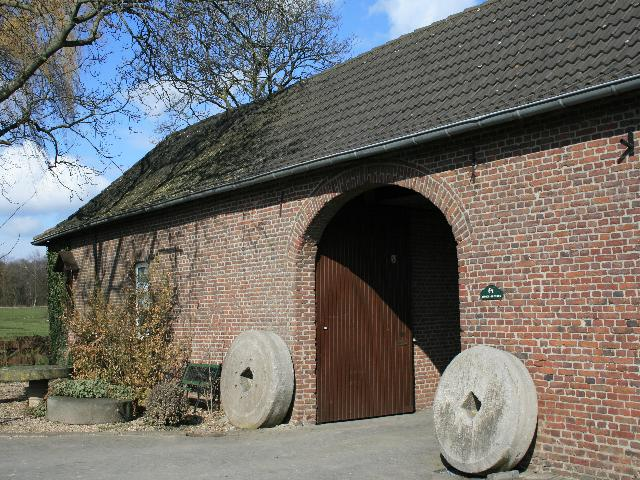
Wolfhager Mühle

Zu den historisch überlieferten und bekanntesten Mühlen an der Jungen Wurm zählen:
- Lambertz Mühle, Mühlenbetrieb vor 1534 bis um 1990 als Voll-(Walk)mühle, zuletzt mit Turbinenantrieb
- Brünkers Mühle, Mühlenbetrieb von 1849 bis 1936 als Loh- und Getreidemühle
- Horster Mühle, Mühlenbetrieb von vor 1492 bis 1958 als Waidmühle
- Talmühle Dremmen, Mühlenbetrieb von vor 1461 bis um 1945 als Ölmühle
- Liecker Mühle, Mühlenbetrieb von 1808 bis 1930 als Mahlmühle
- Schafhausener Ölmühle, Mühlenbetrieb vom 15. Jh. bis um 1920 als Öl- und Getreidemühle
- Schafhausener Kornmühle, Mühlenbetrieb von vor 1307 bis Mitte des 20. Jh. als Öl- und Getreidemühle
- Dahlmühle Heinsberg, Mühlenbetrieb von vor 1461 bis 1914 als Getreidemühle
- Stadtmühle Heinsberg, Mühlenbetrieb von circa 1307 bis 1905 als Getreidemühle
- Pulvermühle Heinsberg, Mühlenbetrieb von 1608 bis 1672 als Pulvermühle
- Aldenhover Mühle, Mühlenbetrieb von vor 1170 bis 1985 als Öl- und Getreidemühle, ab 1925 mit Elektroantrieb
- Kemper Mühle, Mühlenbetrieb von vor 1462 bis Mitte des 20. Jh. als Öl- und Getreidemühle
- Karker Mühle, an einem von der Jungen Wurm abgehenden Mühlengraben, Mühlenbetrieb von vor 1556 bis heute existent als Mahlmühle
- Wolfhager Mühle am Zusammenfluss von Mühlengraben und Schaafbach, Mühlenbetrieb von 1482 bis 1942 als Öl und Getreidemühle